# Armée de Châlons
L'armée dite de Châlons est une unité militaire française qui combattit durant la guerre franco-prussienne de 1870. Mise sur pied au camp de Châlons le 17 août 1870 à partir d'éléments de l'armée du Rhin dont elle est issue, elle sera engagée dans les combats sanglants de Beaumont et Sedan et disparaitra lors de la capitulation du 2 septembre 1870.

## Création de l'unité
À la suite de la succession d'aventures malheureuses début août de l'armée du Rhin à Wissembourg, Frœschwiller-Wœrth et  Forbach, l'impératrice Eugénie, nommée régente en l'absence de Napoléon III, convoque les deux chambres le 9 août 1870. Ces dernières décident la destitution du cabinet Ollivier au profit du général de Montauban, comte de Palikao. Trois jours plus tard, sous la pression de l'opinion publique, de l'opposition et d'une partie de l'armée, l'empereur décide par décret de confier le commandement de l'armée du Rhin au maréchal Bazaine.
Le 17 août, l'empereur se rend à Châlons et, lors d'un conseil de guerre réduit, décide de la nomination de Bazaine comme généralissime des armées françaises, du général Trochu en tant que gouverneur de Paris et de Mac Mahon comme commandant de l'armée de Châlons. Ainsi, cette nouvelle armée constituée des éléments disponibles ou en cours d'acheminement, comprenait le 1er corps, qui avait rejoint le camp de Châlons entre le 14 et le 17 août, le 5e corps du général de Failly, dont l'ordre du 17 août de rejoindre l'armée fut contrarié par la présence de l'ennemi à Saint-Dizier, le 7e corps du général Douay, dont la formation à Belfort fut perturbée par les besoins en renfort du 1er corps lors des combats précédents, et enfin le 12e corps de formation récente, constitué à partir des régiments d'infanterie encore disponibles, de régiments de marche formés par les 4e bataillons laissés dans les dépôts et de régiments de la Garde. Après de multiples péripéties, les quatre corps d'armée se trouvent finalement rassemblés à Reims le 20 août 1870.

## Chronologie des opérations

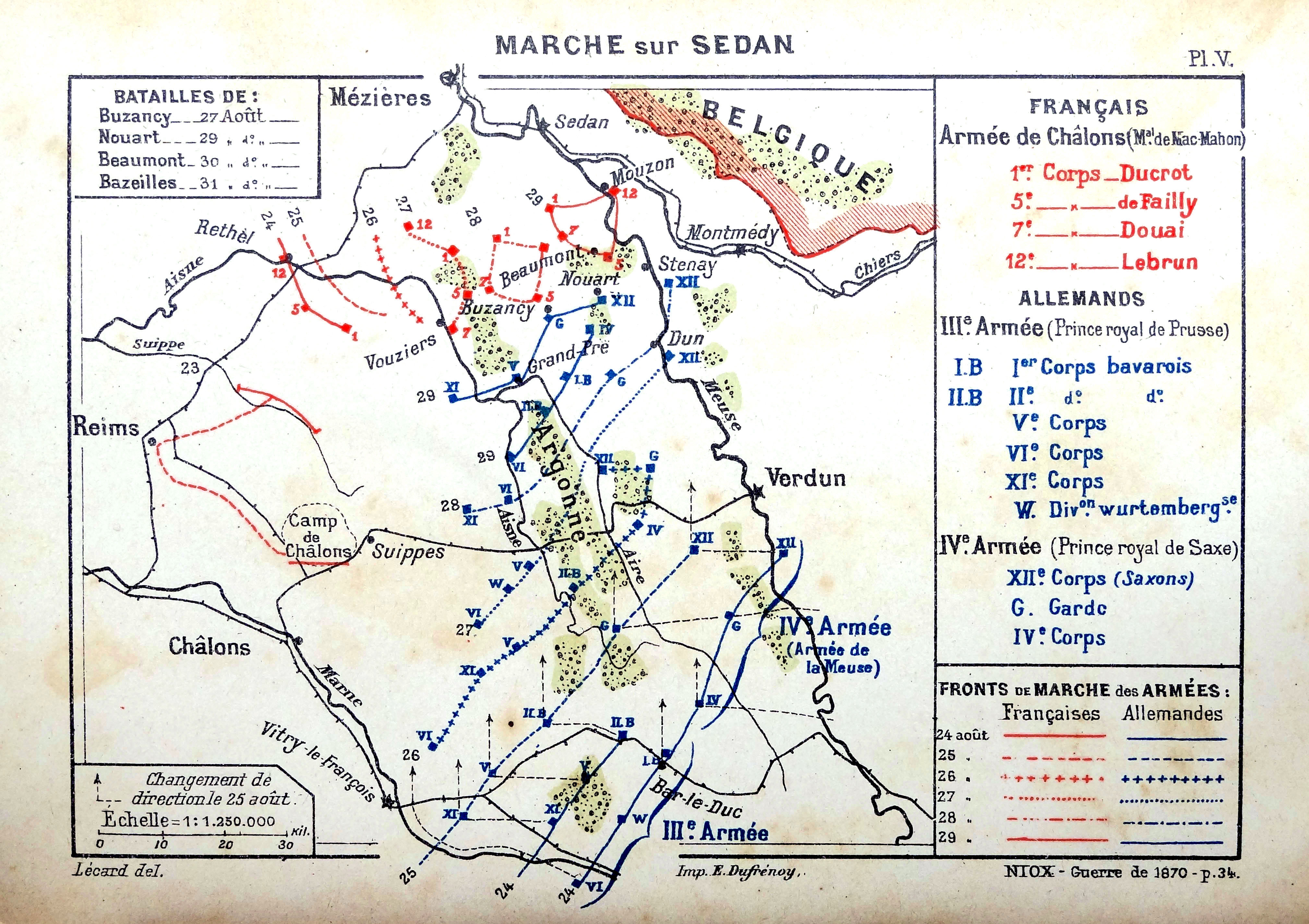
Marche sur Sedan de l'armée de Châlons

Tandis que Mac Mahon souhaite se retirer sur Paris afin de reconstituer son armée, l'impératrice et le gouvernement, qui redoutent les conséquences d'un retour sur la capitale de l'empereur, le convainquent de secourir Bazaine qui vient de se retrancher sur Metz après deux nouveaux engagements à Rezonville et Saint-Privat les 16 et 18 août. Sous la pression, et trompé par une dépêche de Bazaine lui précisant son intention de s’échapper de Metz par le nord, Mac Mahon se décide le 23 août à quitter Reims et à marcher vers le nord-est afin de passer la Meuse entre Sedan et Verdun.
Tandis que les quatre corps de Mac Mahon se dirigent vers le nord-est, l'armée allemande, fort de ses succès récents, se réorganise en deux groupes :
- En face de Metz, la Ire armée, quatre corps de la IIe et une division,
- Opposées à l'armée de Châlons, la IIIe armée, constituée de cinq corps, est associée à une nouvelle armée, l'armée de la Meuse ou IVe armée, comprenant trois corps d'armées et quatre divisions de cavalerie[6]. L'ensemble représente environ 188 000 fantassins, 36 000 cavaliers et plus de 810 pièces d'artillerie[7],[8].

La progression de l'armée françaises est lente et cette dernière finit par être rattrapée par les troupes allemandes avant même d'avoir franchi la Meuse. Les Allemands, qui se dirigeaient vers Paris, ont deviné l'intention de Mac Mahon et ont obliqué dès le 24 août en direction du nord. Le 29, après un premier contact à Nouart avec le XIIe corps saxon, le 5e corps de de Failly bivouaque sans précaution à Beaumont. Aux alentours de midi et demi, le 30 août, les premiers obus s'abattent sur les campements. Trois corps d'armées allemands vont fondre sur les troupes de Beaumont : le Ier corps bavarois à gauche, le IVe corps prussien au centre et le XIIe corps d'armée saxon à droite. Malgré la résistance de l'infanterie et les reprises de combats à Mouzon, malgré une charge héroïque du 5e cuirassiers le corps de de Failly est battu et doit retraiter sur Sedan.
La bataille de Beaumont a pour conséquence le renoncement du maréchal de Mac Mahon à venir secourir Bazaine à Metz. Contraint, il replie dès le 30 août au soir ses différents corps d'armée sur les villes de Bazeilles et Sedan.

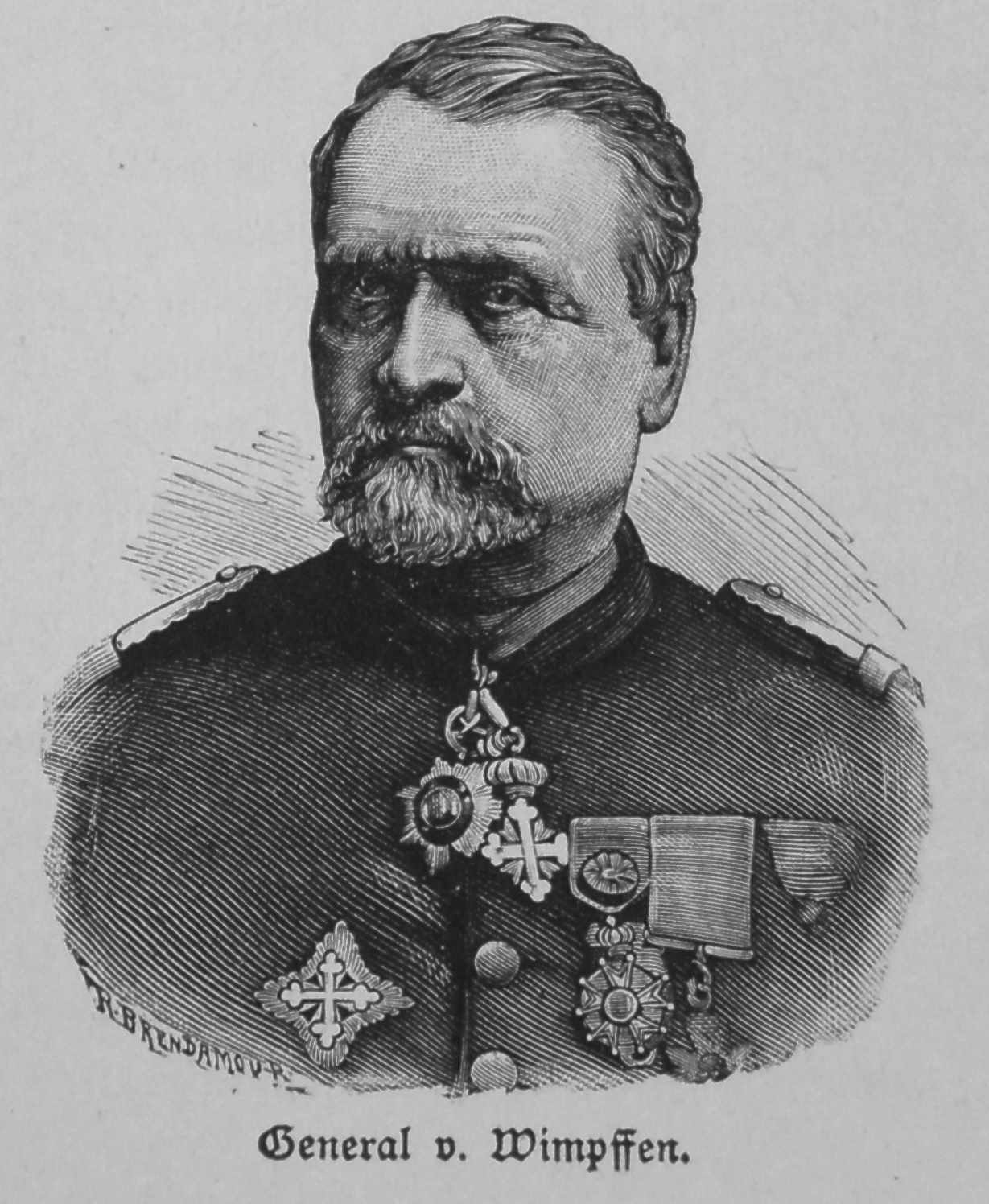
Général Wimpffen, commandant de l'armée de Châlons à Sedan.

Les Allemands n'attendent pas et dès le 31, le Ier corps bavarois du général Von der Tann affronte le 12e corps et s'empare du pont de chemin de fer qui enjambe la Meuse au sud de Bazeilles. Le lendemain, le 1er septembre 1870, les IIIe et IV armées allemandes attaquent ensemble l'armée de Mac Mahon positionnée dans les deux villes. Le maréchal est blessé dès 6 heures du matin alors qu'il cherche à rejoindre le commandant du 12e corps, le général Lebrun, attaqué par le Ier corps bavarois à Bazeilles. D'abord remplacé par le général Ducrot, le commandement de l'armée échoit finalement, sur ordre du ministère de la guerre, au général Winpffen, récemment nommé à la tête du 5e corps d'armée. L'ordre de repli sur Mézières donné par Ducrot est contredit par le nouveau commandant qui souhaite une victoire. L'armée allemande finit par encercler l'ensemble de l'armée qui se replie sur la citadelle de Sedan. Au matin du 2 septembre, Napoléon III fait hisser le drapeau blanc : c'est la capitulation. Le général Winpffen, dont la démission est refusée par l'empereur, signe l'acte au château de Bellevue. Cette bataille, qui voit l’anéantissement de l'armée de Châlons, a coûté 124 000 hommes à la France.
Du 3 au 15 septembre, date à laquelle ils sont transférés en Allemagne, 83 000 prisonniers sont parqués sur la presqu’île d'Iges dans des conditions telles que ce camp improvisé prendra le nom, suivant les auteurs, de « camp de la misère » ou « camp de la faim ».

## Composition et ordre de bataille
Le 23 août 1870, l'armée de Châlons est constituée de quatre corps d'armée et de réserves d'artillerie et de cavalerie, elle comprend environ 105 000 fantassins, 14 709 cavaliers, 393 pièces d'artillerie et 76 mitrailleuses. Le lieutenant-colonel Rousset en donne une décomposition estimative par grande unité:
|                      | Fantassins | Cavaliers | Artillerie | Mitrailleuses |
| -------------------- | ---------- | --------- | ---------- | ------------- |
| 1er corps d'armée    | 26 000     | 2 500     | 84         | 22            |
| 5e corps d'armée     | 18 000     | 1 496     | 61         | 18            |
| 7e corps d'armée     | 25 000     | 2 400     | 78         | 18            |
| 12e corps d'armée    | 36 000     | 4 200     | 150        | 18            |
| Réserve de cavalerie | -          | 4 113     | 14         | -             |
| Réserve d'artillerie | -          | -         | 6          | -             |

L'ordre de bataille à cette même date et l'identification des troupes constitutives proposés ci-après provient du même ouvrage.

### Commandement et état-major

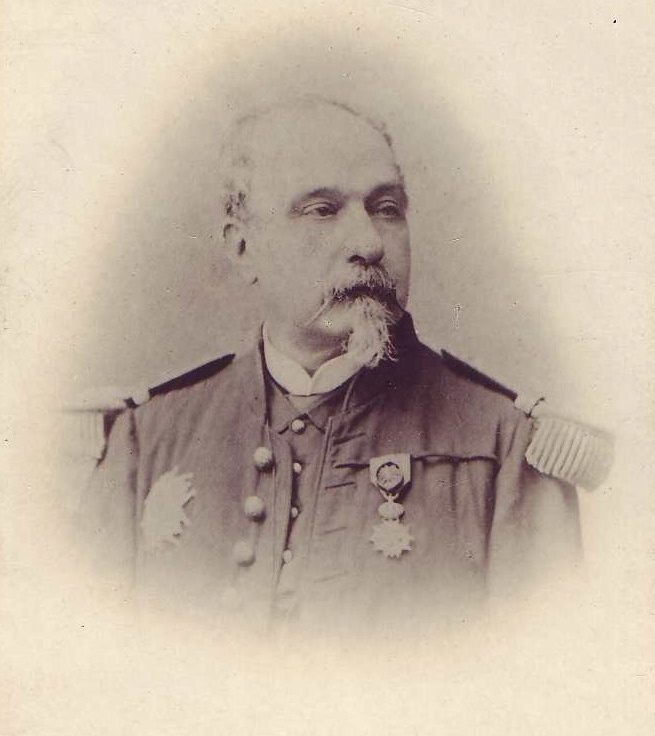
Général Forgeot, commandant de l'artillerie.

- Commandant en chef : maréchal Mac Mahon, duc de Magenta puis général Wimpffen (1er septembre)
- Chef d'état-major général : général Faure
- Commandant de l'artillerie : général Forgeot
- Commandant du génie : général Dejean
- Intendant général : intendant général Vigo-Roussillon

### 1ercorps d'armée

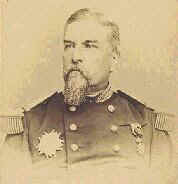
Général Ducrot, commandant du 1er corps d'armée.

Le 1er corps d'armée est commandé par le général Ducrot, son chef d'état-major est le colonel Robert. Le général Ducrot, ancien chef de corps de la 1re division, succède au maréchal de Mac Mahon qui vient de prendre le commandement de l'armée de Châlons. Le général Frigola commande l'artillerie.
1re division d'infanterie
La 1re division du 1er corps d'armée est sous les ordres du général Wolff
- 1re brigade du général Moréno
  - 18e régiment d'infanterie de ligne (colonel Bréger, 3 bataillons)
  - 96e régiment d'infanterie de ligne (colonel Bluem, 3 bataillons)
  - 13e bataillon de chasseurs à pied (commandant Potier, 1 bataillon)
- 2e brigade du général Postis du Houlbec
  - 45e régiment d'infanterie de ligne (lieutenant-colonel Germain, 3 bataillons)
  - 1er régiment de zouaves (colonel Barrachin, 3 bataillons)
- 3 batteries du 9e régiment d'artillerie (lieutenant-colonel Lecœuvre, 2 batteries de 4 et 1 de mitrailleuses) et 1 compagnie du 1er régiment du génie

2e division d'infanterie
La 2e division du 1er corps d'armée est sous les ordres du général Pellé
- 1re brigade du général Pelletier de Montmarie
  - 50e régiment d'infanterie de ligne (colonel Ardoin, 3 bataillons)
  - 74e régiment d'infanterie de ligne (colonel Theuvez, 3 bataillons)
  - 16e bataillon de chasseurs à pied (commandant d'Hugues, 1 bataillon)
- 2e brigade du général Gaudil
  - 78e régiment d'infanterie de ligne (colonel Pellenc, 3 bataillons)
  - 1er régiment de tirailleurs algériens (colonel Morandy, 3 bataillons)
  - 1er régiment de marche (colonel Lecomte, 3 bataillons)
- 3 batteries du 9e régiment d'artillerie (lieutenant-colonel Cauvet, 2 batteries de 4 et 1 de mitrailleuses) et 1 compagnie du 1er régiment du génie

3e division d'infanterie
La 3e division du 1er corps d'armée est sous les ordres du général l'Héritier
- 1re brigade du général Carteret-Trécourt
  - 36e régiment d'infanterie de ligne (colonel Beaudoin, 3 bataillons)
  - 2e régiment de zouaves (colonel Détrie, 3 bataillons)
  - 8e bataillon de chasseurs à pied (commandant Viénot, 1 bataillon)
- 2e brigade du général Lefebvre
  - 48e régiment d'infanterie de ligne (colonel Rogier, 3 bataillons)
  - 2e régiment de tirailleurs algériens (commandant Canale, 3 bataillons)
  - Bataillon des francs-tireurs de Paris (commandant Robin, 1 bataillon)
- 3 batteries du 12e régiment d'artillerie (lieutenant-colonel Gheguillaume, 2 batteries de 4 et 1 de mitrailleuses) et 1 compagnie du 1er régiment du génie

4e division d'infanterie
La 4e division du 1er corps d'armée est sous les ordres du général de Lartigue
- 1re brigade sous les ordres du général Fraboulet de Kerléadec
  - 56e régiment d'infanterie de ligne (lieutenant-colonel Billot, 3 bataillons)
  - 3e régiment de zouaves (colonel Baucher[21], 3 bataillons)
  - 1er bataillon de chasseurs à pied[22] (capitaine Briatte, 1 bataillon)
- 2e brigade sous les ordres du général Carrey de Bellemare
  - 87e régiment d'infanterie de ligne[23] (colonel Blot)
  - 2e régiment de marche (lieutenant-colonel de Lenchey, 3 bataillons)
  - 3e bataillon du 3e grenadiers de la Garde (colonel de Souancé)
  - 3e régiment de tirailleurs algériens (colonel Barrué, 3 bataillons)
- 3 batteries du 12e régiment d'artillerie (lieutenant-colonel Lamande, 2 batteries de 4 et 1 de mitrailleuses) et 1 compagnie du 1er régiment du génie

Division de cavalerie
La division de cavalerie du 1er corps d'armée est commandée par le général Duhesme qui est remplacé le 25 août par le général Michel
- 1re brigade du général de Septeuil
  - 3e régiment de hussards (colonel de Vieil, 4 escadrons)
  - 11e régiment de chasseurs à cheval (colonel d'Astugue, 4 escadrons)
- 2e brigade du général de Nansouty
  - 2e régiment de lanciers (colonel de Landreville, 4 escadrons)
  - 6e régiment de lanciers (colonel Tripart, 4 escadrons)
  - 10e régiment de dragons (colonel Perrot, 4 escadrons)
- 3e brigade du général Michel
  - 8e et 9e régiments de cuirassiers[24] fondus, (colonel Guiot de la Rochère, 4 escadrons)

Réserves
- Réserve d'artillerie sous les ordres du colonel Grouvel
  - 2 batteries du 6e régiment d'artillerie
  - 2 batteries du 9e régiment d'artillerie
  - 4 batteries du 20e régiment d'artillerie à cheval
- 2 compagnies du 1er régiment du génie

### 5ecorps d'armée

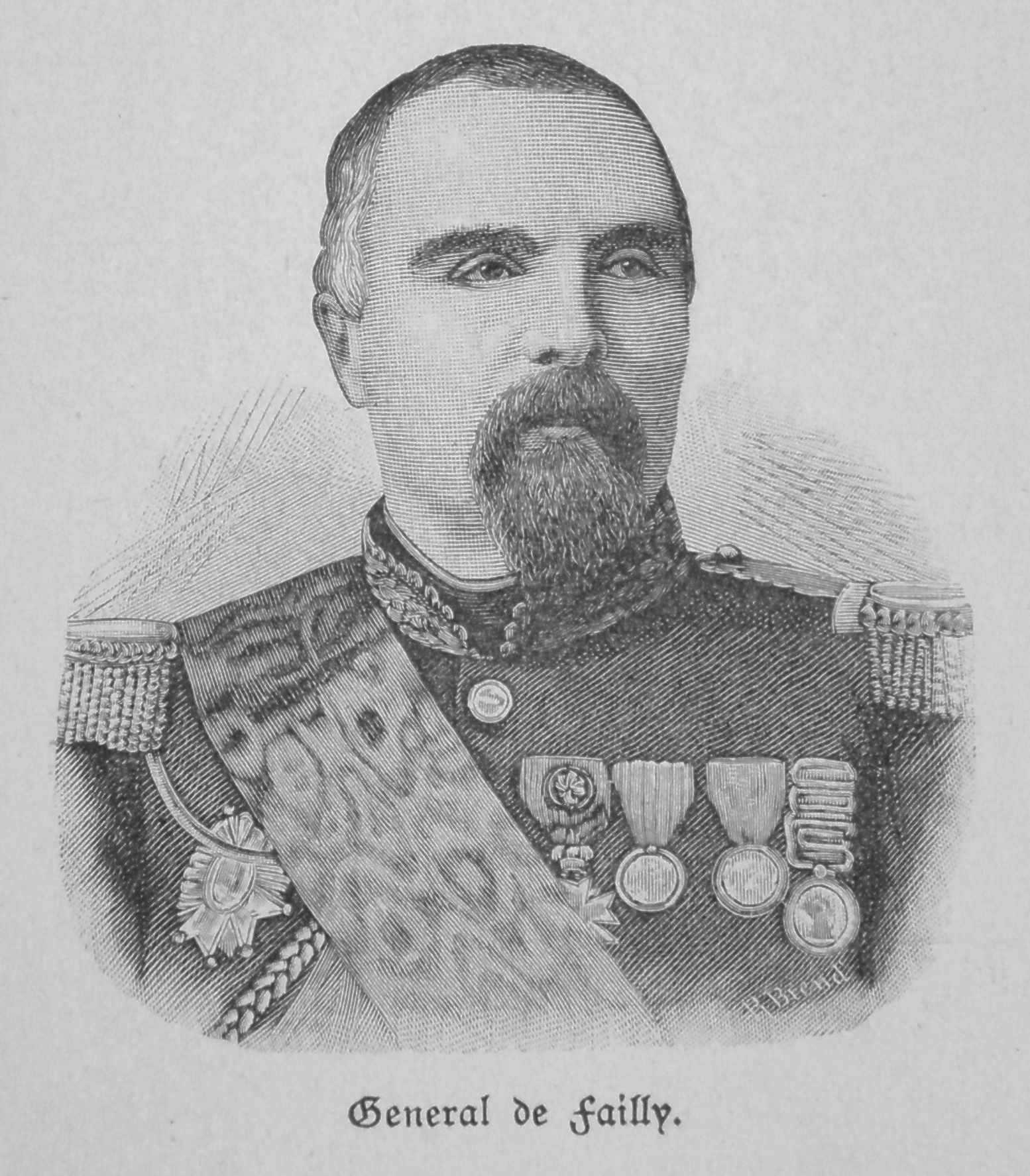
Général de Failly, commandant du 5e corps d'armée.

Le 5e corps d'armée est commandé par le général de Failly, son chef d'état-major est le général Besson.
1re division d'infanterie
La 1re division du 5e corps d'armée est sous les ordres du général Goze.
- 1re brigade du général Saurin
  - 11e régiment d'infanterie de ligne (Colonel Jean-Pierre-Ferdinand de Behagle[26],[27])
  - 46e régiment d'infanterie de ligne (colonel Michel Henri Alfred Pichon)
  - 4e bataillon de chasseurs à pied (commandant Guillaume Hyacinthe Foncegrives)
- 2e brigade du général baron Jean Nicolas Charles Valric Nicolas
  - 61e régiment d'infanterie de ligne (colonel du François Marie Alfred Moulin[28])
  - 86e régiment d'infanterie de ligne[29] (colonel Auguste Florimond dit Alexis Berthe)
- 3 batteries d'artillerie (2 batteries de 4 et une de mitrailleuses) et 1 compagnie du génie

2e division d'infanterie
La 2e division du 5e corps d'armée est sous les ordres du général de l'Abadie d'Aydren.
- 1re brigade du général Lapasset
  - 84e régiment d'infanterie de ligne (colonel Claude Joseph Paul Benoit)
  - 97e régiment d'infanterie de ligne (colonel Louis Henri Eugène Copmartin)
  - 14e bataillon de chasseurs à pied (commandant Planck)
- 2e brigade du général de Maussion[30]
  - 49e régiment d'infanterie de ligne (colonel Kampf)
  - 88e régiment d'infanterie de ligne (colonel Henri Jean Courty[31])
- 2 batteries d'artillerie (une batteries de 4 et une de mitrailleuses) et 1 compagnie du génie

3e division d'infanterie
La 3e division du 5e corps d'armée est sous les ordres du général Guyot de Lespart.
- 1re brigade du général Abatucci
  - 17e régiment d'infanterie de ligne (colonel Weissemburger)
  - 27e régiment d'infanterie de ligne (colonel Ernest Ézéchiel Marie-Bon de Barolet)
  - 19e bataillon de chasseurs à pied (commandant Léon Michel Marie-Louis de Marqué)
- 2e brigade du général Charles Louis de Fontanges de Couzan
  - 30e régiment d'infanterie de ligne (colonel Jean Henri Wirbel)
  - 68e régiment d'infanterie de ligne (colonel François Justin Paturel[33])
- 3 batteries d'artillerie (deux batteries de 4 et une de mitrailleuses) et 1 compagnie du génie

Division de cavalerie
La division de cavalerie du 5e corps d'armée est commandée par le général Brahaut
- 1re brigade du général François Julien Raymond de Pierre de Bernis
  - 5e régiment de hussards (colonel victor Flogny)
  - 12e régiment de chasseurs à cheval (colonel Louis Adrien de Tucé)
- 2e brigade du général Charles François Henri Simon de La Mortière
  - 3e régiment de lanciers (colonel Gilles Joseph Thorel)
  - 5e régiment de lanciers (colonel Marie Paul Oscar de Boério)

Réserves
Colonel Adolphe Louis Émile Frédéric de Salignac-Fénelon
- 2 batteries de 12,
- 2 batteries de 4 (montées),
- 2 batteries de 4 (à cheval).

### 7ecorps d'armée

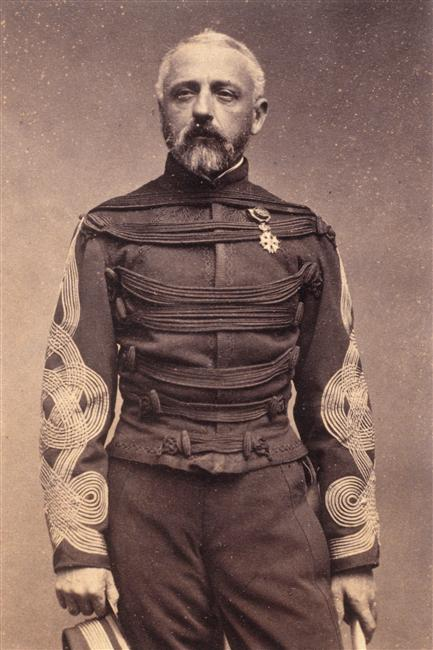
Général Douay, commandant du 7e corps d'armée.

Le 7e corps d'armée est commandé par le général Douay, son chef d'état-major est le général Renson.
1re division d'infanterie
La 1re division du 7e corps d'armée est sous les ordres du général Conseil-Dumesnil.
- 1re brigade du général Nicolaï
  - 3e régiment d'infanterie de ligne (colonel Champion)
  - 21e régiment d'infanterie de ligne (colonel Morand[35])
  - 17e bataillon de chasseurs à pied (commandant Merchier)
- 2e brigade du général Maire
  - 47e régiment d'infanterie de ligne (colonel de Gramont[36])
  - 99e régiment d'infanterie de ligne (colonel Chagrin de Saint-Hilaire)
- 3 batteries d'artillerie (deux batteries de 4 et une de mitrailleuses) et 1 compagnie du génie

2e division d'infanterie
La 2e division du 7e corps d'armée est sous les ordres du général Liébert.
- 1re brigade du général Guiomar
  - 5e régiment d'infanterie de ligne (colonel Boyer)
  - 37e régiment d'infanterie de ligne (colonel de Formy de la Blanchetée)
  - 6e bataillon de chasseurs à pied (commandant de Beaufort)
- 2e brigade du général de la Bastide
  - 53e régiment d'infanterie de ligne (colonel Japy)
  - 89e régiment d'infanterie de ligne (colonel Munier)
- 3 batteries d'artillerie (deux batteries de 4 et une de mitrailleuses) et 1 compagnie du génie

3e division d'infanterie
La 3e division du 7e corps d'armée est sous les ordres du général Dumont.
- 1re brigade du général Bordas
  - 52e régiment d'infanterie de ligne (colonel Aveline)
  - 79e régiment d'infanterie de ligne[37] (colonel Bressolles)
- 2e brigade du général Bittard des Portes
  - 82e régiment d'infanterie de ligne (colonel Guys)
  - 83e régiment d'infanterie de ligne (colonel Séatelli)
- 3 batteries d'artillerie (deux batteries de 4 et une de mitrailleuses) et 1 compagnie du génie

Division de cavalerie

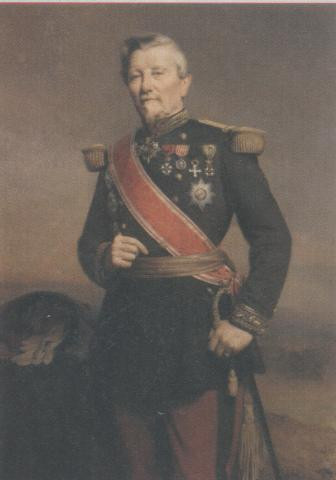
Général Ameil, commandant la division de cavalerie du 7e corps d'armée.

La division de cavalerie du 7e corps d'armée est commandée par le général baron Ameil
- 1re brigade du général Cambriel
  - 4e régiment de hussards (colonel de Lavigerie)
  - 4e régiment de lanciers (colonel Féline)
  - 8e régiment de lanciers (colonel de Dampierre)
- 2e brigade du général Jolif-Ducoulombier
  - 6e régiment de hussards (colonel Guillon)
  - 6e régiment de dragons (colonel Tillion)

Réserves
Colonel Aubac
- 2 batteries de 12,
- 2 batteries de 4 montées,
- 2 batteries de 4 à cheval.

### 12ecorps d'armée
Le 12e corps d'armée est commandé par le général Lebrun, son chef d'état-major est le général Gresley.
1re division d'infanterie

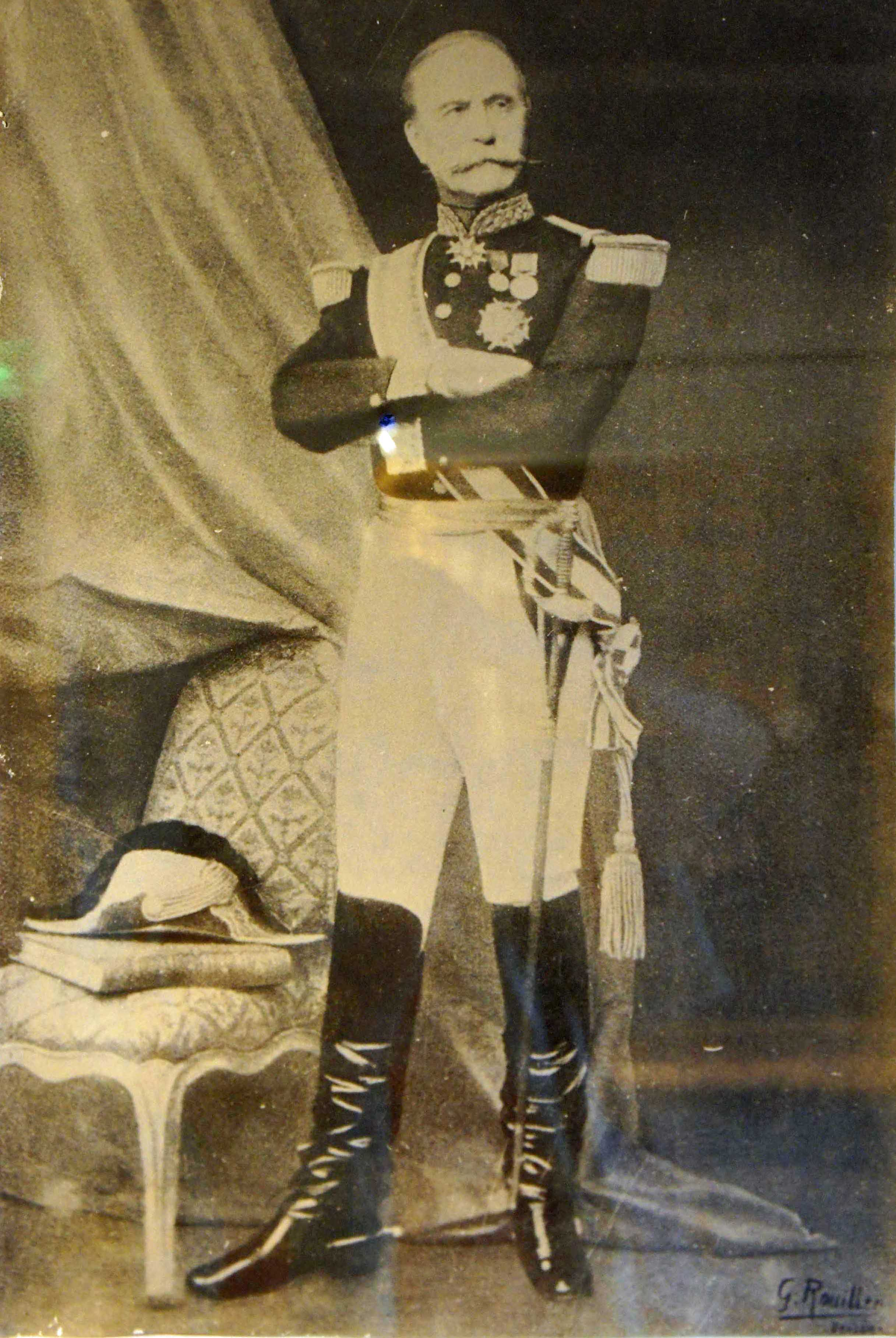
Général de Vassoigne, commandant de la 3e division d'infanterie du d'armée.

La 1re division du 12e corps d'armée est sous les ordres du général Grandchamp.
- 1re brigade du général Cambriels
  - 2 compagnies de marche de chasseurs (capitaine fayes)
  - 22e régiment d'infanterie de ligne (colonel de Villeneuve)[38]
  - 34e régiment d'infanterie de ligne (colonel Hervé)
- 2e brigade du général de Villeneuve
  - 58e régiment d'infanterie de ligne (colonel Dulyon de Rochefort)
  - 79e régiment d'infanterie de ligne (colonel Bressolles)
- 3 batteries d'artillerie (2 batteries de 4 et 1 de mitrailleuses) et  1 compagnie du génie

2e division d'infanterie
La 2e division du 12e corps d'armée est sous les ordres du général Lacretelle.
- 1re brigade du général Marquisan
  - 2 compagnies de marche de chasseurs
  - 3e régiment de marche (lieutenant-colonel Bernier)
  - 4e régiment de marche (lieutenant-Chauchard)
- 2e brigade du général Louvent
  - 14e régiment d'infanterie de ligne (colonel Doussot)
  - 20e régiment d'infanterie de ligne (colonel de la Guigneraye)
  - 31e régiment d'infanterie de ligne (colonel Sautereau)
- 5 batteries d'artillerie (3 batteries de 4, 1 de 12 et 1 de mitrailleuses) et 1 compagnie du génie

3e division d'infanterie
La 3e division du 12e corps d'armée est sous les ordres du général de Vassoigne.
- 1re brigade du général Reboul
  - 1er régiment de marche d'infanterie de marine (colonel Brière de l'Isle)
  - 4e régiment de marche d'infanterie de marine (colonel D'arbaud)
- 2e brigade du général Martin des Pallières
  - 2e régiment de marche d'infanterie de marine (colonel Alleyron)
  - 3e régiment de marche d'infanterie de marine (colonel Lecamus)
- 9 batteries d'artillerie (8 batteries de 4 et 1 de mitrailleuses) et 1 compagnie du génie

Division de cavalerie
La division de cavalerie du 12e corps d'armée est commandée par le général Lichtlin
- 1re brigade du général de Vendeuvre
  - 7e régiment de chasseurs à cheval (colonel Thornton)
  - 8e régiment de chasseurs à cheval (colonel Jamin du Fresnay[39])
- 2e brigade du général de Béville
  - 5e régiment de cuirassiers (colonel de Coutenson[40])
  - 6e régiment de cuirassiers (colonel Martin)

Division de cavalerie du 6e corps
La division de cavalerie du 6e corps d'armée est commandée par le général de Salignac-Fénelon
- 1re brigade du général Tillard[41]
  - 6e régiment de chasseurs à cheval (colonel Bonvoust)
  - 1er régiment de hussards (colonel de Beauffremont)
- 2e brigade du général Savaresse
  - 14e régiment de dragons (colonel Oudinot de Reggio)
  - 14e régiment de chasseurs à cheval (Colonel Perrier)

Réserves
- Réserve d'artillerie sous les ordres du général Bertrand
  - 8 batteries de 4 montées
  - 2 batteries de 12 montées
  - 2 batteries de 4 (artillerie de marine)
  - 1 batterie de mitrailleuses (artillerie de marine) et 3 compagnies de génie

### Réserve de cavalerie
1re division de cavalerie

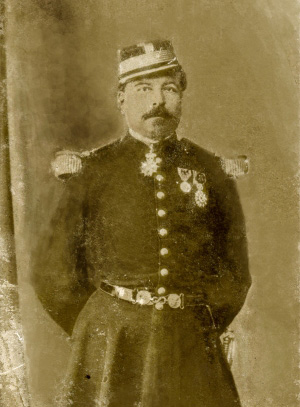
Général Margueritte, commandant la 1re division de cavalerie de réserve.

La 1re division de cavalerie de réserve est commandée par le général Margueritte
- 1re brigade
  - 1er régiment de chasseurs d’Afrique (colonel Clicquot[43])
  - 3e régiment de chasseurs d’Afrique (colonel de Galliffet[44])
- 2e brigade du général Tillard
  - 6e régiment de chasseurs à cheval (colonel Bonvoust)
  - 1er régiment de hussards (colonel de Beauffremont)
- 2 batteries d'artillerie à cheval

2e division de cavalerie
La 2e division de cavalerie de réserve est commandée par le général de Bonnemain
- 1re brigade du général Girard
  - 1er régiment de cuirassiers (colonel de Vendeuvre[45])
  - 4e régiment de cuirassiers (colonel Courtois[46])
- 2e brigade du général de Brauer
  - 2e régiment de cuirassiers (colonel Boréverrier[47])
  - 3e régiment de cuirassiers (colonel Despetit de Lassalle[48])
- 1 batterie d'artillerie à cheval[49]

## Sources et bibliographie
- Lieutenant-colonel Rousset, Histoire générale de la guerre franco allemande - 1870-1871, éditions Montgredien et Cie, 1900.
- Paul et Victor Margueritte, Histoire de la guerre de 1870-71, Éditions G. Chamerot, 1903.
- Général Niox, La guerre de 1870 - Simple récit, Librairie Ch. Delagrave, 1898.
- Annuaire militaire de l'empire français 1870